# Elect the Dead Symphony
Albums de Serj Tankian
Lie Lie Live
(2008) Imperfect Harmonies
(2010)
Elect the Dead Symphony est le premier album live du chanteur de rock américain Serj Tankian. Il est sorti en 2010 et a été enregistré à Auckland avec l'Orchestre philharmonique d'Auckland.